# Thistles de Kenora

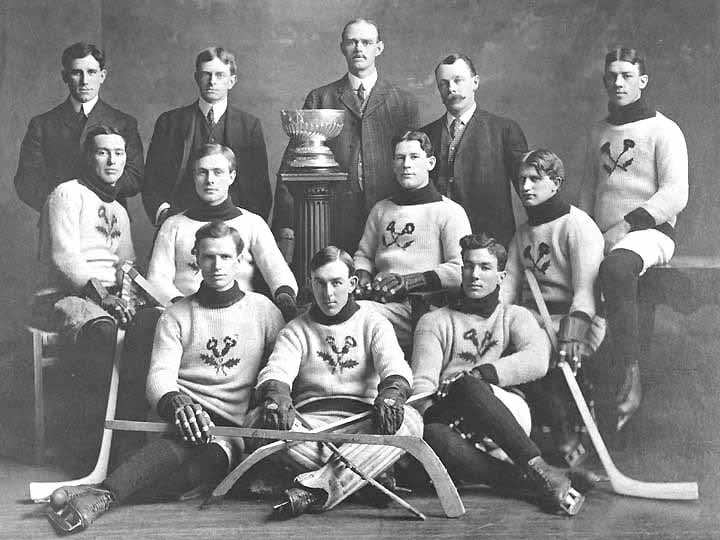
Les Thistles de Kenora posent avec la Coupe Stanley en janvier 1907.

Les Thistles de Kenora sont une équipe de hockey sur glace basée à Kenora en Ontario, Canada. L'équipe est célèbre pour avoir remporté en janvier 1907 la Coupe Stanley alors qu'elle est déclarée comme étant amateur.

## Création de l'équipe
La ville de Kenora est créée en 1882 sous le nom de Rat Portage ; à la fin des années 1880, un club de hockey amateur est formé par des ouvriers habitant à Rat Portage. Ils occupent la profession de bûcherons, chercheurs d'or ou travaille dans l'industrie minière. Quelques années plus tard, des jeunes joueurs créent également une équipe de hockey dans la ville et ils parviennent même à battre l'équipe sénior. Cette équipe compte dans ses rangs des futurs membres du temple de la renommée comme Tom Phillips, Tom Hooper, Billy McGimsie ou encore Silas Griffis.
Au cours des années qui suivent, les jeunes joueurs de Rat Portage continuent à jouer ensemble et l'équipe devient une des meilleures équipes des provinces canadiennes de l'ouest. En 1903, ils lancent un défi pour la Coupe Stanley aux  Silver Seven d'Ottawa mais sont battus lors des deux rencontres 6-2 et 4-2. En 1905, l'équipe des Thistles lance un nouveau défi à Ottawa mais encore une fois, ils sont battus ; au cours de l'été, la ville de Rat Portage devient officiellement Kenora.

## Champions de la Coupe Stanley
En janvier 1907, l'équipe de Kenora a une nouvelle fois une chance de jouer un match de défi pour la Coupe Stanley mais cette fois en étant opposée aux Wanderers de Montréal en janvier 1907. Souhaitant renforcer leur équipe, ils offrent mille dollars à Art Ross, joueur habituel de l'Elks de Brandon, pour jouer les deux rencontres avec eux et finalement, les joueurs de Kenora gagnent les deux rencontres 4-2 et 8-6. La ville devient la plus petite ville à remporter la Coupe Stanley et également la dernière équipe amateur à le faire. Phillips, le capitaine de l'équipe, inscrit sept des douze buts des siens. Les deux équipes se rencontrent une nouvelle fois deux mois plus tard sur une patinoire de Winnipeg et Kenora rend la Coupe Stanley à Montréal. L'équipe arrêtera ses activités quelque temps plus tard.
L'effectif officiellement sacré champion de la Coupe Stanley en janvier 1907 est le suivant : Eddie Geroux dans les buts, Art Ross et Silas Griffis en tant que défenseurs, Tom Hooper au poste de rover, Billy McGimsie au centre, Phillips capitaine et ailier gauche, Roxy Beaudro ailier droit, Russell Phillips et Joe Hall en tant que remplaçants.